# Baron Harvey of Tasburgh
Baron Harvey of Tasburgh, of Tasburgh in the County of Norfolk, ist ein erblicher britischer Adelstitel in der Peerage of the United Kingdom.

## Verleihung und nachgeordnete Titel
Der Titel wurde am 3. Juli 1954 für den Diplomaten Sir Oliver Harvey geschaffen, anlässlich seines Ausscheidens aus dem Amt des britischen Botschafters in Frankreich. Am 15. November 1954 erbte er beim Tod seines älteren Halbbruders Sir Charles Harvey, 3. Baronet (1871–1954) den 1868 für seinen Großvater geschaffenen Titel 4. Baronet, of Crown Point in the Parish of Trowse in the County of Norfolk.
Heutiger Titelinhaber ist seit 2010 sein Enkel als 3. Baron.

## Liste der Barone Harvey of Tasburgh (1954)
- Oliver Harvey, 1. Baron Harvey of Tasburgh (1893–1968)
- Peter Harvey, 2. Baron Harvey of Tasburgh (1921–2010)
- Charles Harvey, 3. Baron Harvey of Tasburgh (* 1951)

Titelerbe (Heir Apparent) ist der Sohn des aktuellen Titelinhabers, Hon. John Harvey (* 1993).